# Tyler-Gletscher
Der Tyler-Gletscher ist ein Gletscher im ostantarktischen Viktorialand. In den Admiralitätsbergen fließt er zwischen dem Taylor Peak und Mount Francis zum Tucker-Gletscher.
Der United States Geological Survey kartierte ihn anhand eigener Vermessungen und Luftaufnahmen der United States Navy aus den Jahren von 1960 bis 1962. Das Advisory Committee on Antarctic Names benannte ihn 1964 nach Leutnant Paul E. Tyler von der US Navy, medizinischer Offizier auf der Hallett-Station im Jahr 1962.